# اورکالیکس
اورکالیکس (به سوئدی: Överkalix) یک منطقهٔ مسکونی در سوئد است که در بخش اورکالیکس واقع شده‌است. اورکالیکس ۱٫۰۶ کیلومتر مربع مساحت و ۹۷۵ نفر جمعیت دارد.